# 에어레인
주식회사 에어레인(영어: AIRRANE)은 대한민국의 기체 분리막 기업이다.

## 투자
HL그룹, 포스코, 롯데케미칼, SK이노베이션, SK아이이테크놀로지 등이 투자하였다.

## 기술
2025년 한국수력원자력, 두산퓨얼셀과 협력해 한국최초로 PAFC 배출 이산화탄소를 90% 이상 포집한 적이 있다.

### 내용주
1. ↑  주관사를 신영증권으로 공모가 23,000원에 코스닥 시장에 상장